# Llobera
Llobera là một đô thị trong tỉnh Lleida, cộng đồng tự trị Cataluña Tây Ban Nha. Đô thị Llobera có diện tích là 39,2 ki-lô-mét vuông, dân số năm 2009 là 209 người với mật độ 5,33 người/km². Đô thị Llobera có cự ly km so với tỉnh lỵ Lleida.